# Schizidium almanum
Schizidium almanum là một loài chân đều trong họ Armadillidiidae. Loài này được Verhoeff miêu tả khoa học năm 1967.